# Val di Cornia
La Val di Cornia è una valle dell'Italia centrale, situata nella regione Toscana. Costituisce il tratto meridionale delle province di Livorno e Pisa, posta sul confine con la provincia di Grosseto.
Il territorio risulta prevalentemente collinare nell'entroterra dove si insinua verso le ultime propaggini sud-occidentali delle Colline Metallifere e si inoltra nella parte meridionale della provincia di Pisa lambendo la Val di Cecina; è pianeggiante invece lungo la fascia costiera, fatta eccezione per il promontorio di Piombino che separa l'omonima città dal Golfo di Baratti, sulla cui sommità settentrionale sorge il borgo medievale di Populonia che si è sviluppato presso la preesistente città etrusca con le relative necropoli.
La zona si caratterizza per aree archeologiche di epoca etrusca, tra le quali spiccano quelle del Golfo di Baratti e di Populonia, e per i centri storici di epoca medievale. Notevole è inoltre la ricchezza del sottosuolo, sfruttato per le numerose miniere già dai tempi degli Etruschi.
Storicamente la Val di Cornia ha fatto parte in epoca medievale della Repubblica di Pisa fino al 1399, anno in cui gli Appiani fondarono la Signoria, poi Principato di Piombino. Dopo la caduta di Napoleone, il territorio fu annesso al Granducato di Toscana, fino alla costituzione dello Stato Italiano.
Nel territorio vengono prodotti i vini a DOCG Val di Cornia rosso e Suvereto, nonché il vino a DOC Val di Cornia.

## Clima
Il clima della Val di Cornia risulta particolarmente mite lungo la costa, dove le precipitazioni si aggirano su valori prossimi ai 600 mm annui, mentre nell'entroterra tendono ad aumentare sia l'escursione termica che le precipitazioni.

## Bonifica
La Val della Cornia, nell'allora Maremma pisana, fu oggetto di sporadiche e limite operazioni di bonifica e di irreggimentazione della acque. Il fiume Cornia, col suo regime torrentizio, era il principale autore delle periodiche inondazioni che flagellavano i terreni circostanti. Già dal Seicento il suo tratto finale venne rettificato in un canale pressoché rettilineo, conosciuto come Fosso Reale che  dalla "Bandita delle cavalle", scendeva verso i terreni paludosi e superato il guado al Lupo entrava nel Principato di Piombino prima di gettarsi nella vasto stagno costiero di Piombino.
Le tenute delle cavalle e dei puledri nel 1788 vennero vendute al pisano Sisto Benvenuti che trascurò l’ordinaria tenuta del fosso, vanificandone il suo utilizzo di scolo delle acque superflue. L’altro aspetto che in gran parte vanificò la corretta bonifica dei terreni della bassa Val della Cornia era la presenza del confine internazionale del principato di Piombino che a valle ad a monte non prendeva provvedimenti congiunti per migliorare la situazione idrica della zona.
Anche il Fosso Cosimo, scavato alla fine del Cinquecento, parallelo al corso finale della Cornia con funzione di scolmatore, era pressoché inutilizzato perché riempito di vegetazione e detriti. La Fossa del Diavolo fu scavata per raccogliere le acque reflue del Piano di Roviccione e della Bandita delle cavalle e, attraversando il Fosso Cosimo, entrava nel confine di Piombino. La Fossa de La Cornaccia scendeva verso lo stagno di Piombino dalla bandita del Capannone o delle Cavalle, detta già la Banditaccia, e rasentando la bandita dei puledri (polledri) arrivava al guado di Sasso fino a rasentare la tenuta della Lavoreria prima di attraversare il confine piombinese. Il Fosso Rocchio o Verrocchio correva invece a nord della suddetta bandita, mentre la Fossa Calda, scavata nel 1525, partendo dal lago della Caldana presso La Venturina, attraversava la bandita dei puledri per piegare poi verso ovest e defluire nel Padule di Mulinaccio fino ad alimentare le acque del lago di Rimigliano o di Campiglia. Infine il Fosso Prezzanese o del Pero Sanese raccolte le acque del Piano di Ulceratico discendeva dalla Via di Citerna sotto Campiglia fino alla Cornia.